# Geoffroy Coomans de Brachène
Geoffroy Coomans de Brachène, né le 24 janvier 1977 à Uccle, est une personnalité politique belge, membre du Mouvement réformateur. Il est député au Parlement de la région de Bruxelles-Capitale et conseiller communal à la Ville de Bruxelles.

## Biographie
Geoffroy Coomans de Brachène naît le 24 janvier 1977 à Uccle. Sa famille est originaire de Wemmel. Il étudie à l’Université libre de Bruxelles. 
Il est échevin de Bruxelles à partir des élections de 2012. Il est notamment chargé de l'urbanisme. Lors des élections régionales de 2019, il est élu au Parlement de Bruxelles. 